# Tales of Sadness
Tales of Sadness är det italienska bandet Raintimes debutalbum från 2005.

## Låtlista
1. "Moot-Lie" – 05:51
2. "Faithland" – 05:08
3. "Creation" – 01:01
4. "The Experiment" – 06:32
5. "Denied Recollection" – 06:22
6. "Chains of Sadness" – 05:15
7. "Using the Light Forever" – 05:31
8. "Daily Execution/Paradox Defeat" – 06:08